# Sistema endocannabinoide
El sistema endocannabinoide (SEC) es un sistema formado por un grupo de lípidos neuromoduladores y sus  receptores cannabinoides endógenos localizados en los sistemas nerviosos central y periférico de los mamíferos. Conocido como el «propio sistema cannabinoide del cuerpo», el SEC está involucrado en una variedad de procesos fisiológicos, incluyendo el apetito, sensación al dolor, efecto placebo, humor y mediando los efectos psicoactivos del cannabis.
Los dos primeros receptores endocannabinoides han sido identificados: CB1, clonado por primera vez en 1990; y CB2, clonado en 1993. Los receptores CB1 se encuentran principalmente en el cerebro y el sistema nervioso, al igual que tejidos y órganos periféricos, y son el objetivo molecular principal del ligando endocannabinoide (molécula de unión), la anandamida, al igual que su fitocannabinoide mimético, THC. Otro endocannabinoide principal es 2-araquidonilglicerol (2-AG) que es activo en ambos receptores cannabinoides, junto con su propio fitoendocannabinoide mimético, CBD. 2-AG y CBD están involucrados en la regulación del apetito, en el sistema inmune y el control del dolor.

## Información general básica
El sistema endocannabinoide incluye:
- Los lípidos basados en araquidonato endógenos, anandamida (N-araquidonoiletanolamida, AEA) y 2-araquidonilglicerol (2-AG); estos son conocidos como «endocannabinoides» y son ligandos fisiológicos para los receptores cannabinoides. Los endocannabinoides, son todos eicosanoides.[6]
- Las enzimas que sintetizan y degradan a los endocannabinoides, como la ácido graso amida hidrolasa o monoglicerol lipasa.
- Los receptores cannabinoides CB1 y CB2, son dos receptores acoplados a proteínas que se localizan en los sistemas nerviosos central y periférico.

El sistema endocannabinoide ha sido estudiado usando métodos genéticos y farmacológicos. Estos estudios han revelado que los cannabinoides actúan como neuromoduladores para una variedad de procesos, incluyendo el aprendizaje motor, el apetito, y la sensación de dolor, entre otros procesos cognitivos y físicos. La localización del receptor CB1 en el sistema endocannabinoide tiene un gran grado de empalme con el sistema orexinérgico, el cual media muchas de las mismas funciones, tanto físicas como cognitivas. Además, CB1 está colocalizado en neuronas de proyección de orexina en el hipotálamo lateral y en muchas estructuras fuera del sistema de orexina, donde los receptores CB1 y de orexina (OX1) se unen física y funcionalmente para formar el receptor heterodímero CB1–OX1.

### Expresión de los receptores
Los sitios de unión de los cannabinoides existen a través de los sistemas nerviosos periférico y central. Los dos receptores más importantes para los cannabinoides son el CB1 y CB2, que se expresan predominantemente en el cerebro y el sistema inmune respectivamente. La densidad de expresión varía dependiendo de la especie y se correlaciona con la eficacia que los cannabinoides tendrán en modular aspectos específicos del comportamiento relacionados al sitio de expresión. Por ejemplo, en roedores, la concentración más alta los sitios de unión de cannabinoides están en los ganglios basales y el cerebelo, regiones del cerebro involucradas en la iniciación y coordinación de movimiento. En humanos, los receptores de cannabinoides existen en una concentración más baja en estas regiones, lo que ayuda a explicar porque los cannabinoides tienen mayor eficacia en alterar los movimientos motrices de los roedores que los de los humanos.
Un análisis reciente de la unión de los cannabinoides a los receptores CB1 y CB2 en ratones knockout, encontró respuesta cannabinoide aun cuando estos receptores no estaban siendo expresados, indicando que una unión adicional debe estar presente en el cerebro. La unión ha sido demostrada por 2-araquidonilglicerol (2-AG) en el receptor TRPV1 sugiriendo que este receptor puede ser un candidato por la respuesta establecida.
Aparte de CB1 y CB2, se sabe que ciertos receptores huérfanos se unen a los endocannabinoides también, incluyendo GPR18, GPR55 (un regulador de una función neuroinmune), y GPR119. Se ha observado también que CB1 forma un receptor heterodimérico funcional humano en neuronas de orexina con OX1, el receptor de CB1–OX1, que media el comportamiento de la alimentación y ciertos procesos físicos como las respuestas supresoras inducidas por cannabinoides que se sabe suele ocurrir en la señalización en la médula ventrolateral rostral.

### La síntesis, liberación y degradación de los endocannabinoides
Durante la neurotransmisión, la neurona pre-sináptica libera neurotransmisores hacia la hendidura sináptica, que une a receptores afines expresados en la neurona post-sináptica. Basado en la interacción entre el transmisor y el receptor, los neurotransmisores pueden activar una variedad de efectos en la célula post-sináptica, como excitación, inhibición o la iniciación de cascadas de segundos mensajeros. Dependiendo de la célula, los efectos pueden ocasionar en el sitio, la síntesis de cannabinoides endógenos anadamida o 2-AG por un proceso que no es enteramente claro, pero resulta del incremento de calcio intracelular. La expresión parece ser exclusiva, así que ambos tipos de endocannabinoides no son co-sintetizados. Esta exclusión está basada la activación de canales de síntesis específica; un estudio reciente encontró que en el núcleo del lecho de la estría terminal, la entrada de calcio a través de los canales de calcio sensibles al voltaje produce una corriente de tipo L que resulta en la producción de 2 - AG , mientras que la activación de / 5 receptores mGluR1 desencadena la síntesis de la anandamida.
La evidencia sugiere que la afluencia inducida por despolarización del calcio hacia la neurona post-sináptica causa la activación de una enzima llamada transaciclasa. Se ha sugerido que esta enzima cataliza el primer paso de la biosíntesis de endocannabinoides al convertir fosfatidiletanolamina, un fosfolípido residente de la membrana, en N-acil-fosfatidiletanolamina (NAPE). Experimentos han demostrado que la fosfolipasa D corta NAPE para producir anandamida. Este proceso es mediado por ácido biliar. En ratones knockout de NAPE-fosfolipasa D (NAPEPLD), el corte de NAPE se reduce en concentraciones pequeñas de calcio, pero no abolido, lo que sugiere múltiples y distintas rutas están involucradas en la síntesis de anadamida. La síntesis de 2-AG no está tan establecida y justifica una mayor investigación.
Una vez liberados en el espacio extracelular por un transportador putativo de endocannabinoide, los mensajeros son vulnerables a la inactivación de la células gliales. Los endocannabinoides son tomados por un transportador en las células gliales y degradados por la amida de ácido graso hidrolasa, la cual cortan anandamida en ácido araquidónico y etanolamina o monoacilglicerol lipasa (MAGL), y 2-AG en ácido araquidónico y glicerol. Mientras que los ácidos araquidónicos son un substrato para la síntesis de leucotrina y prostaglandina, es incierto si este biproducto degradativo tiene funciones únicas en el sistema nervioso central. Información nueva en el campo también apunta a que la amida de ácido graso hidrolasa esté expresada en neuronas postsinápticas complementarias a neuronas presinápticas expresando receptores de cannabinoides, apoyando la conclusión que es un gran contribuyente al limpiado e inactivado de la anandamida y de 2-AG después de la retoma de endocannabinoides. Un estudio neurofarmacológico demostró que un inhibidor de la amida de ácido graso hidrolasa (URB597) incrementa selectivamente los niveles de anandamida en el cerebro de los roedores y de los primates. Dichos acercamientos podrían dirigir al desarrollo de nuevos fármacos con analgésico, de tipo ansiolítico y efectos antidepresivos, que no están acompañados por signos manifiestos de riesgo de abuso.

### La unión y los efectos intracelulares
Los receptores de cannabinoides son receptores acoplados a proteínas-G localizados en la membrana pre-sináptica. Mientras que ha habido algunos trabajos que ligan la estimulación simultánea de dopamina y receptores CB1 a un aumento agudo en la producción de adenosín monfosfato cíclico (AMPc), generalmente es aceptado que la activación de CB1 vía cannabinoides causa un decremento en la concentración de AMPc al inhibir anilil ciclasa y un aumento en la concentración de la proteína kinasa activada por mitógeno (MAPK). La potencia relativa de diferentes cannabinoides en la inhibición del anilil ciclasa se correlaciona con su variada eficacia en ensayos de comportamiento. La inhibición de AMPc es seguida por la fosforilación y la activación subsecuente de no solo conjunto de MAPK (p38/p42/p44), pero también los mecanismos PI3/PKB y MEK/ER (Galve-Roperh et al., 2002; Davis et al., 2005; Jones et al., 2005; Graham et al., 2006).

### Unión y excitabilidad neuronal
Los mecanismos moleculares de los cambios mediados por CB1 al potencial de membrana han sido estudiados a detalle. los agonistas de CB1 reducen la afluencia de calcio al bloquear la actividad dependiente de voltaje, canales de calcio N-, P/Q-L-t. Además de actuar en canales de calcio, la activación de Gi/o y de Gs, las dos proteínas más acopladas a los receptores de cannabinoides, ha demostrado modular la actividad del canal de potasio. Experimentos de inmunohistoquímica demostraron que CB1 está co-localizado con los canales de potasio GIRK y Kv1.4, sugiriendo que estos dos pueden interactuar en contextos fisiológicos.
En el sistema nervioso central, los receptores CB1 influencian la excitabilidad neuronal, reduciendo la entrada sináptica. Este mecanismo, conocido como la inhibición presináptica, ocurre cuando una neurona postsináptica libera endocannabinoides en transmisión retrógrada, que entonces se une a receptores de cannabinoides en la terminal pre-sináptica. Los receptores CB1 entonces, reducen la cantidad de neurotransmisores liberados, para que la excitación subsecuente en la neurona pre-sináptica resulte en efectos disminuidos en la neurona post-sináptica. Es probable que la inhibición pre-sináptica use muchos de los mismos mecanismos de los canales de iones mencionados arriba, aunque evidencia reciente ha demostrado que los receptores CB1 también pueden regular la liberación de neurotransmisores por un mecanismo de un canal que no sea de iones.
Los efectos directos de los receptores CB1 en la excitabilidad de la membrana han sido reportados e impactan de manera importante la activación de las neuronas corticales.
Una serie de experimentos de comportamiento demostraron que NMDAR, un receptor de glutamato iontrópico, y receptores de glutamato metabotrópicos (mGluRs) trabajan en conjunto con CB1 para inducir analgesia en ratones, aunque el mecanismo bajo el cual trabaja este efecto es incierto.

## Funciones del sistema endocannabinoide

### Memoria
Los ratones tratados con tetrahydrocannabinol (THC) muestran una supresión de una potenciación de largo plazo en el hipocampo, un proceso que es esencial para la formación y almacenamiento de memoria de largo plazo. Estos resultados están de acuerdo con la evidencia que sugiere que fumar Cannabis inhabilita la memoria de corto plazo. Consistente con este descubrimiento, los ratones sin el receptor CB1 muestran memoria mejorada y potenciación de largo plazo indicando que el sistema endocannabinoide juega un rol esencial en la extinción de viejos recuerdos. Un estudio encontró que el tratamiento de ratas con altas dosis del cannabinoide sintético HU-210 en el transcurso de varias semanas resultó en la estimulación del crecimiento de la región neural del hipocampo en ratas, una parte del sistema límbico que juega un papel en la formación de recuerdos espaciales y declarativos, pero no se investigaron los efectos en memoria de corto o largo plazo. Considerando estos descubrimiento en conjunto, es posible sugerir que los efectos de los endocannabinoides en varias de las redes cerebrales relacionadas con aprendizaje y memoria pueden variar.

#### Rol en neurogénesis en el hipocampo
En el cerebro adulto, el sistema endocannabinoide facilita la neurogénesis adulta en las células granulosas. En la zona subgranulosa del giro dentado, progenitores multipotentes neurales (NP) dan origen a células hijas, que en el transcurso de varias semanas, maduran en células granulosas cuyos axones se proyectan y sinapsan en la dendritas de la región CA3. NPs en el hipocampo han demostrado poseer amida de ácido graso hidrolasa (FAAH) y expresan CB1 y utilizan 2-AG. Curiosamente, la activación de CB1, por cannabinoides endógenos o exógenos promueven la proliferación de NP y la diferenciación: esta activación está ausente en ratones knockout CB1 y es abolida en la presencia del antagonista.

#### Inducción de depresión sináptica
Los efectos inhibidores de la estimulación de receptores de cannabinoides en la liberación de neurotransmisores ha causado que este sistema esté conectado a varias formas de plasticidad depresiva. Un estudio reciente dirigido con el núcleo del lecho de la estría terminal, encontró que la resistencia de los efectos depresivos era mediada por dos rutas de señalización diferentes, basados en el tipo de receptores activados. 2-AG se encontró en los receptores presinápticos CB1 para mediar la depresión retrograda de corto plazo seguida de la activación de corrientes de calcio tipo L, mientras la anadamida se sintetiza después de la activación de mGluR5 y se activa la señalización autocrina en los receptores post-sinápticos TRPV1 que inducen la depresión de largo plazo. Dependencias de receptores post-sinápticos similares se encontraron en el estriado, pero aquí ambos efectos dependieron de los efectos en los receptores presinápticos CB1. Estos descubrimientos proporcionan al cerebro con un mecanismo directo para inhibir selectivamente la excitabilidad neuronal sobre diferentes períodos de tiempo. Al seleccionar diferentes receptores, el cerebro puede limitar la producción de endocannabinoides específicos para favorecer la escala de tiempo de acuerdo con sus necesidades.

### Apetito
La evidencia del papel del sistema endocannabinoide en el comportamiento al momento de buscar alimento viene de una variedad de estudios de cannabinoides. Información reciente sugiere que el THC actúa a través del receptor CB1 en el núcleo hipotalámico para aumentar el apetito. Se cree que la neuronas hipotalámicas producen endocannabinoides que trabajar para regular el hambre. La cantidad de endocannabinoides producidos está correlacionado inversamente con la cantidad de leptina en la sangre. Por ejemplo, los ratones sin leptina no solo se convierten masivamente en obesos sino que expresan niveles anormales de endocannabinoides hipotalámicos como un mecanismo de compensación. De manera similar, cuando estos ratones estaban siendo tratado con un agonista inverso a los endocannabinoides, como rimonabant, el consumo de comida se redujo. Cuando el receptor CB1 se retira de los ratones, estos animales tienden a ser más delgados y menos hambrientos. Un estudio relacionado examinó los efectos del THC en el valor hedónico (placer) de la comida y encontró mejora de liberación de dopamina en el nucleus accumbens incrementó el comportamiento relacionado con el placer después de la administración de una solución de sacarosa. Un estudio relacionado encontró que los endocannabinoides afectan las percepción en las células del gusto. En las células del gusto, los endocannabinoides mostraron mejorar selectivamente la fuerza de la señalización neural para sabores dulces, mientras que la leptina disminuía la fuerza de esta misma respuesta. Mientras que no haya necesidad de más investigación, estos resultados sugieren que la actividad de cannabinoides en el hipotálamo y el nucleus accumbens se relaciona al apetito, el comportamiento de búsqueda de alimentos.

### Balance de energía y metabolismo
El sistema endocannabinoide ha demostrado tener un papel homeostático al controlar varias funciones metabólicas, como almacenamiento de energía y transporte de electrones. Actúa en tejidos periféricos como adipocitos, hepatocitos, el tracto gastrointestinal, los músculos esqueléticos y el páncreas endocrino. También ha sido implicado en la modulación la sensibilidad de la insulina. A través de todo esto, el sistema endocannabinoides puede jugar un rol en condiciones clínicas, como obesidad, diabetes, y ateroesclerosis, lo cual también puede darle un papel cardiovascular .

### Respuesta al estrés
Mientras que la secreción de glucocorticoides en respuesta a un estímulo estresante es una respuesta adaptativa para que un organismo responda de manera apropiada al estrés, la secreción persistente puede ser dañina. El sistema endocannabinoide ha sido implicado en la habituación del eje hipotalámico-pituitario adrenal (eje HPA) para la exposición repetitiva para el control del estrés. Estudios han demostrado síntesis diferencial de anandamida y 2-AG durante el estrés crónico. Una disminución de anadamida fue encontrada a lo largo del eje que contribuye a la hipersecreción basal de corticosterona; en contraste, un aumento de 2-AG se encontró en la amígdala después de estrés repetitivo, que se correlacionó negativamente a la magnitud de la respuesta de la corticosterona. Todos los efectos fueron abolidos por el antagonista de CB1, AM251, apoyando la conclusión que estos efectos son dependientes de los receptores de cannabinoides. Estos descubrimientos demuestran que la anandamida y 2-AG regulan divergentemente la respuesta al estrés del eje HPA: mientras que la habituación del estrés inducido al eje HPA a través de 2-AG previene la secreción excesiva de glucocorticoides a estímulos no amenazantes, el incremento de la secreción de corticosterona basal resultando del decremento de anandamida permite la respuesta facilitada del eje HPA a estímulos nobles.

### Función inmune
La evidencia sugiere que los endocannabinoides pueden funcionar, tanto como neuromoduladores e inmunomoduladores en el sistema inmune. Aquí, parecen servir a un papel autoprotectivo para mejorar los espasmos musculares, inflamación y otros síntomas de la esclerosis múltiple y espasmos de músculos esqueléticos. Funcionalmente, la activación de los receptores de cannabinoides ha demostrado tener un papel en la activación de GTPasas en macrófagos, neutrófilos, y células de la médula ósea. Estos receptores también han sido implicados en la migración apropiada de células B en la zona marginal y la regulación de niveles saludables de IgM . Interesantemente, algunos desórdenes parecen activar una regulación al alza de receptores de cannabinoides selectivamente en células o tejidos relacionados con la mejora de síntomas e inhibición de la progresión de la enfermedad, como en el modelo del dolo neuropático de los roedores, donde los receptores aumentan en la microglia de la médula espinal, en el ganglio de la raíz dorsal y en neuronas talámicas.

#### Esclerosis múltiple
Reportes históricos de la antigua China y Grecia sugieren que las preparaciones de Cannabis indica eran prescritas para mejorar síntomas de la esclerosis múltiple como temblores y dolor muscular. La investigación reciente ha confirmado estos efectos en un estudio en ratones, donde tanto los agonistas endógenos como exógenos mostraron mejorar los efectos de los temblores y espasticidad. Queda por verse si las preparaciones farmacéuticas como dronabinol tienen el mismo efecto en los humanos. Debido al incremento del uso de Cannabis medicinal y la creciente incidencia de pacientes con escleroris múltiple que se automedican con la droga, ha habido gran interés en explorar el sistema endocannabinoide en el cerebelo para proporcionar un arreglo legal y efectivo. En modelos de esclerosis múltiple en ratones, hay una profunda reducción y reorganización de receptores CB1 en el cerebelo. Secciones seriales de tejido cerebelar sujetas a inmunohistoquímica revelaron que está aberrante expresión ocurrió durante la fase de recaída pero regresó a la normalidad durante la fase de remisión de la enfermedad. Otros estudios sugieren que los agonistas de CB1 promueven la supervivencia de oligodendrocitos in vitroen la ausencia de factores de crecimiento y tróficos; además, estos agonistas han mostrado promover la expresión de ARNm de proteínas de lípidos de mielina. (Kittler et al., 2000; Mollna-Holgado et al., 2002). Tomados juntos, estos estudios apuntan la posibilidad existente que el tratamiento con cannabinoides  sea, no solo capaz de atenuar los síntomas de la esclerosis múltiple, sino también mejorar la función de oligodendrocitos (Pertwee, 2001; Mollna-Holgado et al., 2002). 2-AG estimula la proliferación de una línea celular microglial, por un mecanismo dependiente del recepetor CB2, y el número de células microgliales aumentan en la esclerosis múltiple.

### Reproducción femenina
El embrión en desarrollo expresa receptores de cannabinoides en etapas tempranas del desarrollo, que son responsivos a la anandamida secretada el en útero. Esta señalización es importante en regular el tiempo de la implantación embriónica y la recepción uterina. En ratones, se ha demostrado que la anandamida modula la probabilidad de implantación en la pared uterina. Por ejemplo, en humanos, la posibilidad de un aborto aumenta si los niveles anandamida uterina son muy altos o muy bajos. Estos resultados sugieren que la toma de cannabinoides exógenos (p. ej. marihuana) puede disminuir la posibilidad de embarazo para mujeres con niveles de anandamida muy altos, y alternativamente, puede aumentar la posibilidad de un embarazo en mujeres cuyos niveles de anandamida sean muy bajos.

### Sistema nervioso autónomo
La expresión periférica de los receptores de cannabinoides dirigieron a los investigadores a investigar el rol de los cannabinoides en el sistema nervioso autónomo. Se encontró que el receptor CB1 se expresa presinápticamente por neuronas motoras que inervan órganos viscerales. La inhibición mediada con cannabinoides de potenciales eléctricos resulta en la reducción en la liberación de noradrenalina de los nervios del sistema nervioso simpático. Otros estudios han encontrado efectos similares en la regulación de endocannabinoides de la motilidad intestinal, incluyendo la inervación de músculos lisos asociados con los sistemas digestivos, urinario y reproductivo.

### Analgesia
En la médula espinal, los cannabinoides suprimen respuestas nocivas, provocadas por el estímulo de las neuronas en el asta dorsal, posiblemente al modular entrada descendente de la noradrenalina del tronco cerebral. Como muchas de estas fibras son GABAérgicas, la estimulación de cannabinoides en la columna espinal resulta en la desinhibición que debería incrementar la liberación de noradrenalina y la atenuación de los estímulos nocivos procesado en la periferia y en el ganglio dorsal de la raíz.
El endocannabinoide más investigado en cuanto al dolor es palmitoiletanolamida. La palmitoiletanolamida es una amina grasa relacionada con la anadamida, pero saturada y aunque inicialmente se pensaba que palmitoiletanolamida se uniría a los receptores CB1 y CB2, después se descubrió que los receptores más importante son el receptor PPAR alfa, el receptor TRPV y el receptor GRP55. La palmitoiletanolamida ha sido evaluada por sus acciones analgésicas en una gran variedad de indicaciones de dolor y se encontró que es segura y efectiva. Básicamente esta información es un concepto de prueba para los endocannabinoides y sus aminas grasas en ser analgésicos útiles terapéuticamente; la palmitoiletanolamida está disponible bajo los nombres de la marca Normast, PeaPure y Aragesic como nutracéuticos.
Los endocannabinoides están involucrados en respuestas placebo inducidas a analgésicos.

### Termorregulación
La anandamida y N-araquidonoil dopamina (NADA) han mostrado actuar en los canales de sensibilidad de temperatura de TRPV1, que están involucrados en la termorregulación. TRPV1 es activado por el ligando exógeno, capsaicina, el componente activo en los chiles, que es estructuralmente similar a los endocannabinoides. NADA activa el canal TRPV1 channel. La alta potencia lo hace el agonista endógeno putativo de TRPV1. La anandamida también ha sido capaz de activar TRPV1 en la terminales de las neuronas sensoriales, y subsecuentemente causando vasodilatación. TRPV1 también puede ser activado por metanandamida y araquidonil-2'-cloroetilamida (ACEA).

### Sueño
La señalización aumentada de endocannabinoides en el sistema nervioso central promueve efectos inductores de sueño. La administración intercerebroventricular de anandamida en ratas ha mostrado disminuir el desvelo e incrementar ondas lentas del sueño y del ciclo REM. La administración de anandamida en el prosencéfalo basal de ratas ha mostrado incrementar los niveles de adenosina, que juega un papel importante en la promoción del sueño y suprimiendo excitación. La privación del sueño REM en ratas ha demostrado incrementar la expresión de receptores CB1 en el sistema nervioso central. Además, los niveles de anandamida, poseen un ritmo circadiano en la rata, lo que nivela que estén más altos durante la fase de luz en el día, que es cuando las ratas están normalmente dormidas o menos activa, ya que son nocturnas.

## Uso experimental de CB1 -/- fenotipo
Los neurocientíficos normalmente utilizan ratones knockout transgénicos de CB1 para discernir roles nobles para el sistema endocannabinoide. Mientras que los ratones knockout de CB1 son saludables y viven hasta la etapa adulta, hay diferencias significativas entre los CB1 knockout y de tipo salvaje. Cuando son sometidos a dietas altas en grasas, los ratones knockout CB1 tienden a ser sesenta por ciento más delgados y menos hambrientos que los salvajes. Comparado con wildtype, los ratones knockout CB1 exhiben severos déficit en el aprendizaje motriz, recuperación de la memoria, y una dificultad aumentada al completar el laberinto acuático de Morris. También hay evidencia indicando que estos animales knockout tienen una incidencia y severidad aumentada de embolias y convulsiones.